# Barmby on the Marsh
Barmby on the Marsh är en ort och civil parish i Storbritannien.   Den ligger i kommunen East Riding of Yorkshire och riksdelen England, i den centrala delen av landet, 250 km norr om huvudstaden London. Barmby on the Marsh ligger 8 meter över havet och antalet invånare är 372.
Terrängen runt Barmby on the Marsh är mycket platt. Runt Barmby on the Marsh är det tätbefolkat, med 411 invånare per kvadratkilometer. Närmaste större samhälle är Goole, 7,2 km sydost om Barmby on the Marsh. Trakten runt Barmby on the Marsh består till största delen av jordbruksmark.